# Arkdale
Adams statisztikai település az USA Wisconsin államában, Adams megyében. Lakosainak száma 201 fő (2020. április 1.).

## Népesség
A település népességének változása:

| 2010 | 158 |
| 2020 | 201 |